# Vulcan (thần thoại)
Vulcan (Latin: Volcānus or Vulcānus; phát âm [wɔlˈkaːnʊs], [wʊlˈkaːnʊs]) là vị thần của lửa gồm lửa trong các núi lửa, rèn kim loại trong tôn giáo và thần thoại La Mã.